# Кунья (Псковская область)
Ку́нья — рабочий посёлок (с 1966) на юго-востоке Псковской области России. Административный центр Куньинского района и Куньинской волости. Образует городское поселение Кунья.

## География
Посёлок расположен на берегах реки Лусня, впадающей в реку Кунья. Находится в 348 км к юго-востоку от Пскова и в 30 км к юго-востоку от Великих Лук; лежит на автомобильной дороге М9 «Балтия». Железнодорожная станция на линии Ржев — Великие Луки Октябрьской железной дороги.

## История
В 4 км северо-восточнее нынешнего посёлка находился город Клин, упоминавшийся в летописях с 1131 года (ныне — деревня Клин), а далее к востоку — город Жижец, также известный с XII века (ныне — городище рядом с деревней Залучье).
Сам посёлок возник в 1900 году как пристанционный посёлок у железнодорожной станции Кунья, построенной в ходе прокладки Московско-Виндавской железной дороги (вступила в эксплуатацию 11 (24) сентября 1901 года). Постепенно посёлок поглотил близлежащие деревни Обляпышево, Жиботица, Ендосовка, Ильино, Клюкино. Впоследствии посёлок стал перекрёстным между этой железной дорогой и автодорогой "Балтия".
10 апреля 1924 года по декрету ВЦИК пристанционный посёлок Кунья стал административным центром вновь образованной Куньинской волости Великолукского уезда Псковской губернии. Однако 1 августа 1927 года вступило в действие Постановление Президиума ВЦИК, по которому в рамках проводимой в СССР административно-территориальной реформы (предусматривавшей ликвидацию деления на губернии и уезды) упразднялись и Псковская губерния, и Великолукский уезд, и Куньинская волость. Посёлок Кунья вошёл в состав Великолукского округа новообразованной Ленинградской области и стал административным центром Куньинского района.
Впрочем, административное деление в те годы менялось достаточно быстро: Постановлением  Президиума ВЦИК от 17 июня 1929 года Кунья и Куньинский район вместе со всем Великолукским округом были переданы в состав Западной области с центром в Смоленске (23 июля 1930 года Постановлением ВЦИК и СНК СССР Великолукский округ был упразднён). По постановлению Президиума ВЦИК от 1 января 1932 года был упразднён и Куньинский район. По очередному постановлению Президиума ВЦИК от 29 января 1935 года вся территория бывшего Великолукского округа, включая Кунью, передавалась в состав новообразованной Калининской области, причём 5 февраля того же года Великолукский округ был — уже в составе Калининской области — восстановлен. Но постановлением ВЦИК от 11 мая 1937 года Куньинский район (вновь образованный в прежних границах 10 февраля 1935 года) был выведен из состава Великолукского округа и передан в прямое подчинение Калининской области.
В годы Великой Отечественной войны посёлок Кунья находился в условиях немецко-фашистской оккупации недолго: с августа 1941 года до 23 января 1942 года, когда в ходе Торопецко-Холмской операции он был освобождён войсками 3-й ударной армии (командующий — генерал-лейтенант М. А. Пуркаев) Калининского фронта; позднее, правда, свыше двух лет посёлок находился в прифронтовой полосе. Но месяцы оккупации остались в памяти жителей посёлка как время насилия, издевательств и истребления мирных жителей. С конца августа по середину сентября 1941 года возле посёлка Кунья действовал созданный оккупационными властями лагерь для военнопленных (до 4000 бойцов и командиров Красной армии), прозванный пленными из-за нечеловеческих условий содержания «долиной смерти».
22 августа 1944 года Указом Президиума Верховного Совета СССР была образована Великолукская область, в состав которой вошли посёлок Кунья и Куньинский район. Указом Президиума Верховного Совета РСФСР от 2 октября 1957 года эта область была упразднена, а Кунья и Куньинский район отошли к Псковской области.
Решением Псковского облисполкома от 2 марта 1966 года № 72 посёлок Кунья отнесён к категории рабочих посёлков (т. e. посёлков городского типа).

## Население
| 1939  | 1959  | 1970  | 1979  | 1989  | 2002  | 2004  | 2005  | 2006  |
| ----- | ----- | ----- | ----- | ----- | ----- | ----- | ----- | ----- |
| 615   | ↗2313 | ↗2952 | ↗3503 | ↗3958 | ↘3527 | ↘3480 | ↘3438 | ↘3422 |
| 2007  | 2008  | 2009  | 2010  | 2011  | 2012  | 2013  | 2014  | 2015  |
| ↘3391 | ↘3332 | ↘3278 | ↘3127 | ↘3109 | ↘2998 | ↘2894 | ↘2751 | ↘2744 |
| 2016  | 2017  | 2018  | 2019  | 2020  | 2021  |       |       |       |
| ↗2754 | ↗2785 | ↘2734 | ↘2673 | ↘2667 | ↗2902 |       |       |       |

Национальный состав
По итогам переписи населения 2020 года проживали следующие национальности (национальности менее 0,1 % и другое, см. в сноске к строке «Другие»):
| Национальность | Численность, чел. | Доля     |
| -------------- | ----------------- | -------- |
| Русские        | 2777              | 95,69 %  |
| Армяне         | 27                | 0,93 %   |
| Украинцы       | 13                | 0,45 %   |
| Белорусы       | 10                | 0,34 %   |
| Табасараны     | 7                 | 0,24 %   |
| Азербайджанцы  | 3                 | 0,10 %   |
| Другие         | 65                | 2,25 %   |
| Итого          | 2902              | 100,00 % |

## Экономика и инфраструктура

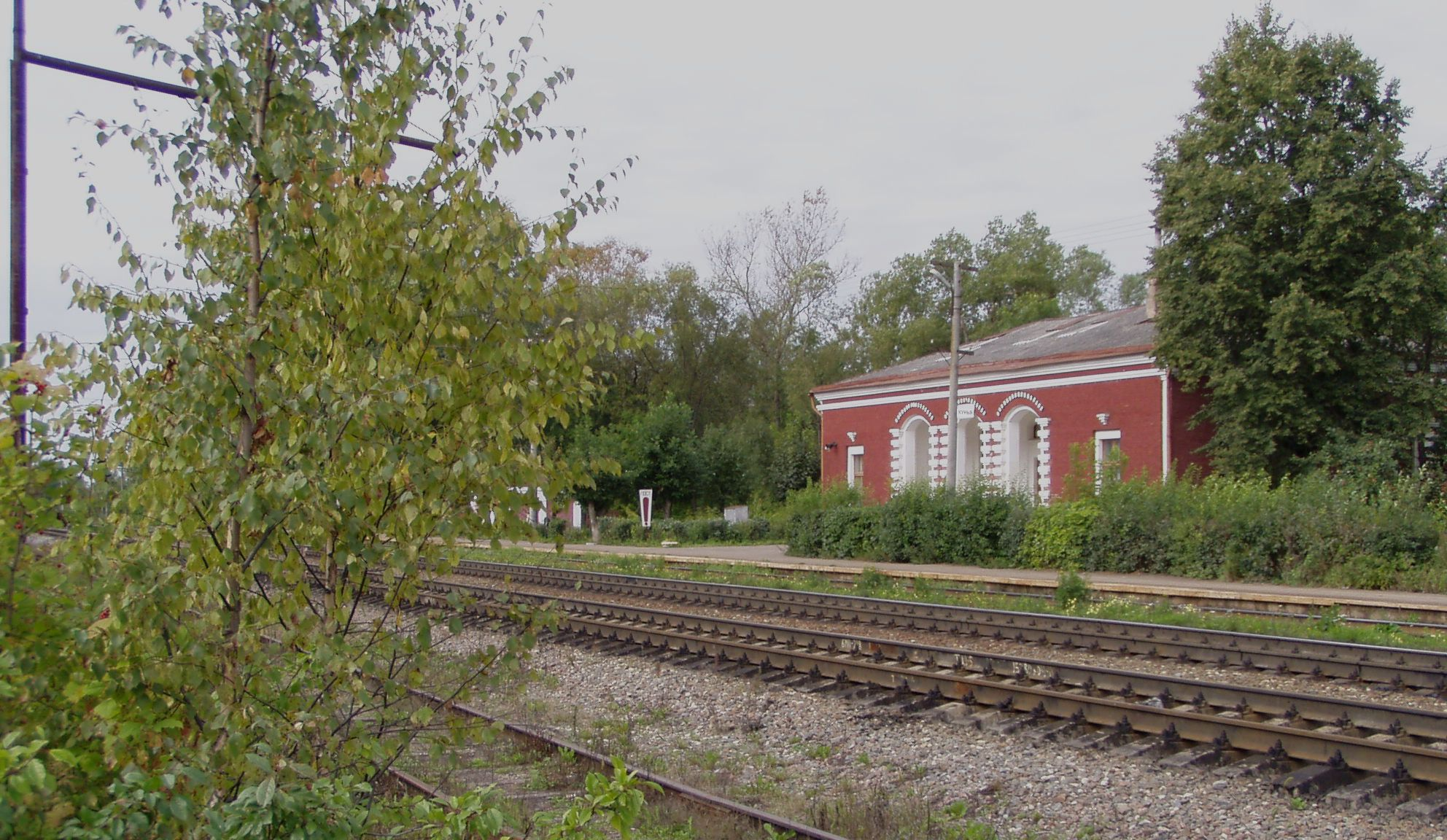
Железнодорожная станция Кунья (налево вдаль — Великие Луки и Латвия, направо — Жижицкое озеро, Тверская область и Москва)

Промышленность посёлка представлена в основном предприятиями пищевой, строительной, лесоперерабатывающей отраслей. Значительная часть населения занята в бюджетных сферах деятельности (образование, здравоохранение, социальное обеспечение, культура). На территории посёлка действуют 32 магазина и розничный рынок.
В жилой застройке преобладают деревянные одноэтажные дома, имеются также кирпичные и блочные. Планировка посёлка — неправильная и привязана к рельефу местности; основная масса жилой застройки сосредоточена в северной части посёлка, который вытянут в направлении с юга на север и далее на северо-восток. Уличная сеть включает 29 улиц и 16 переулков. Важнейшие улицы — улицы Дзержинского и Советская (их соединяет охраняемый переезд через железную дорогу); в доме 5 по улице Дзержинского располагается администрация городского поселения «Кунья».

## Здравоохранение
На территории посёлка располагается Куньинская районная больница. Действуют аптека и аптечный пункт.

## Образование
В посёлке действуют общеобразовательная школа и школа искусств, два детских сада.

## Достопримечательности
- В деревне Клин по соседству с посёлком — родина патриарха Московского и всея России Тихона[7].
- Памятник патриарху Тихону. Установлен 22 августа 2023 года на въезде в посёлок[34].